# 筒香嘉智
筒香 嘉智（つつごう よしとも、1991年11月26日 - ）は、和歌山県橋本市出身のプロ野球選手（外野手、内野手）。右投左打。横浜DeNAベイスターズ所属。
兄は少年スポーツ指導者の筒香裕史。

## 経歴

### プロ入り前
橋本市赤塚出身で、市立恋野小学校・市立隅田中学校卒業。実家は橋本市内でガソリンスタンドを営んでいた。5歳のころから兄と野球で遊ぶようになり、小学2年の時に那賀郡岩出町（現：岩出市）の硬式野球チーム「和歌山ニューメッツ」で野球を始め、4番打者・投手として活躍した。当時は毎週土曜日、日曜日に自宅から片道1時間かけて父親や祖父（2024年11月時点では既に故人）に練習へ送迎してもらっていたという。また本人は、6歳だった1998年10月時点では近鉄バファローズのファンで、タフィ・ローズに憧れており、大阪ドームで試合観戦することもよくあったと語っている。
中学時代は大阪府河内長野市の「堺ビッグボーイズ」に所属、4番打者として30本塁打を記録。中学3年で全国大会ベスト8。ボーイズ関西選抜の4番として世界大会に出場。中学時代は野球漬けで学校が終わって友達と遊んだことは1度もなかったといい、授業が終わると自宅裏に父が設営した「手づくりドーム」に直行したという。地元住民（2020年時点で赤塚の区長）は中学時代の筒香について、毎日夜遅くまで野球の練習に打ち込んでいたという。ピッチングマシンの球詰めは兄：裕史が買って出て、兄は大学を中退してまで自分の練習に付き合ってくれたという。
関西の強豪校からの誘いもあったが、小学校1年生の時に初めて観戦した夏の甲子園大会で横浜高等学校の試合（1998年8月20日のPL学園対横浜延長17回）を観て感激し、自ら横浜高校に連絡して入学と野球部入部を志願する。セレクションにて柵越えを連発して合格・進学し、1年春から4番に抜擢される。1年生での4番は紀田彰一以来。夏は神奈川大会準決勝：東海大相模戦で、同校の菅野智之の「振り逃げ3ラン」が重くのしかかり敗退。この試合では三塁手を務めており、横浜高校の捕手は「振り逃げ3ラン」の時、筒香にボールを渡していた。
2年夏に第90回全国高等学校野球選手権記念大会に出場。初戦の浦和学院高等学校戦では先制本塁打。準々決勝の聖光学院高等学校戦では満塁本塁打を含む2打席連続本塁打を放ち、1試合個人最多タイとなる8打点を挙げる。準決勝で大阪桐蔭高等学校に敗れた。この大会では打率.526・3本塁打・14打点の活躍で4強入りに貢献。その後、腰痛の悪化により椎間板ヘルニアと診断され2か月弱のリハビリをする。一時期スイッチヒッターへ転向するも左打ちに専念。
3年春の花巻東高等学校との練習試合では、4回の攻撃時に菊池雄星から特大ソロ（高校通算55本目）を放っている。しかも数日前から体調を崩し、当日の朝であっても39度の高熱が下がらないにもかかわらず、監督に出場を志願していた。
この夏の神奈川大会における7月26日の準々決勝では、9回表にチームが同点に追いつき、なおも二・三塁の好機に打順が巡ってきたものの、一塁ゴロで同点止まり。すると延長10回裏に二死から自身の失策がきっかけとなり、横浜隼人高等学校に9-10でサヨナラ負けを喫した。第8回AAAアジア野球選手権大会の日本代表に選ばれた（高校通算69本塁打。うち2本は右打席）。
2009年10月29日に行われたプロ野球ドラフト会議で、地元球団である横浜ベイスターズから単独1巡目指名を受け、11月30日に契約金9000万円、年俸800万円（いずれも推定金額）で契約した。背番号は「55」で、横浜から1位指名を受けて入団した横浜高校出身者は当時、紀田彰一（1994年のドラフト1位指名）以来だった。当初は右投両打で登録されていたが、後に左打ちに変更された。

### 横浜・第一次DeNA時代
2010年は春季キャンプ途中で一軍に合流した。初の実戦形式の紅白戦では「4番・三塁手」で先発出場したが3打数無安打に終わった。高卒新人ながら二軍（イースタン・リーグ）では4番で起用された。8月22日に高卒新人としては大田泰示の本塁打記録を塗り替え、9月12日には新人として竹原直隆の記録を5年ぶりに更新する24号本塁打を放った。最終的に26本塁打、88打点を記録し2冠を達成した。この活躍が認められ、首脳陣から9月20日以降に翌年以降の新人王の資格を残した範囲での一軍出場を示唆され、10月5日の対読売ジャイアンツ戦で「5番・一塁手」で一軍デビューを果たしたが結果は3打席無安打に終わった。10月7日の対阪神タイガース戦で3打席目に久保田智之から一軍初安打となるソロ本塁打を放った。
2011年から背番号を「8」に変更。5月に右手首の靱帯を痛め、この影響から3か月近く実戦から遠ざかったが、最終的に2年連続で二軍（イ・リーグ）の本塁打王に輝いた。8月に一軍昇格すると、主にクリーンナップとしてコンスタントに試合に出場するようになった。長打力を発揮する一方で三振も多く、10月18日の対中日ドラゴンズ戦（横浜スタジアム）ではプロ野球タイ記録である1試合5三振を喫した。同記録は、セ・リーグ8人目、史上14人目の記録である。それでもシーズンを通じて40試合出場ながら、背番号と同じ8本塁打を記録した。オフの12月9日、背番号を村田修一（同年オフ、FA権を行使して巨人に移籍）が着用していた「25」へ変更した。

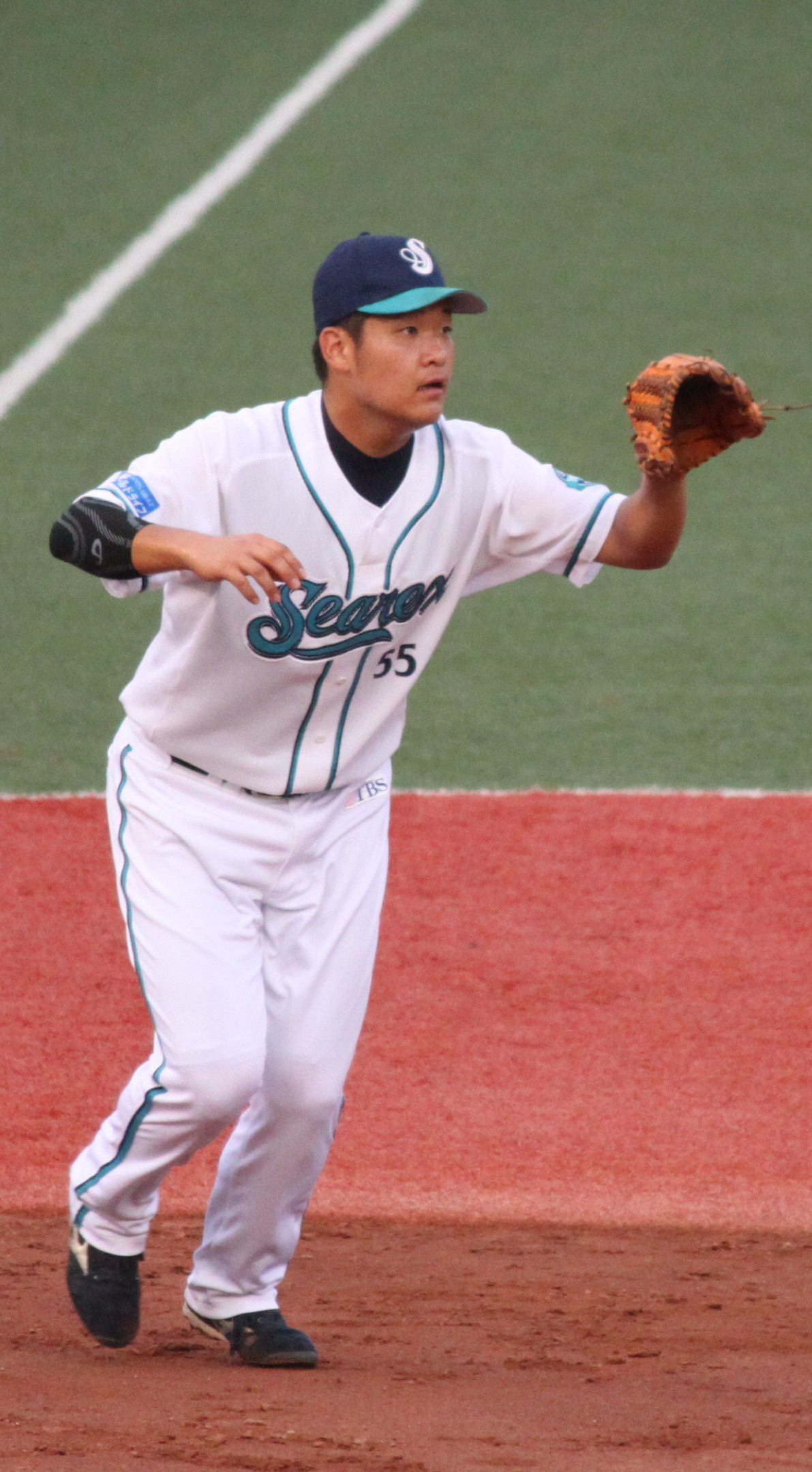
湘南シーレックス時代
（2010年8月15日、横須賀スタジアムにて）

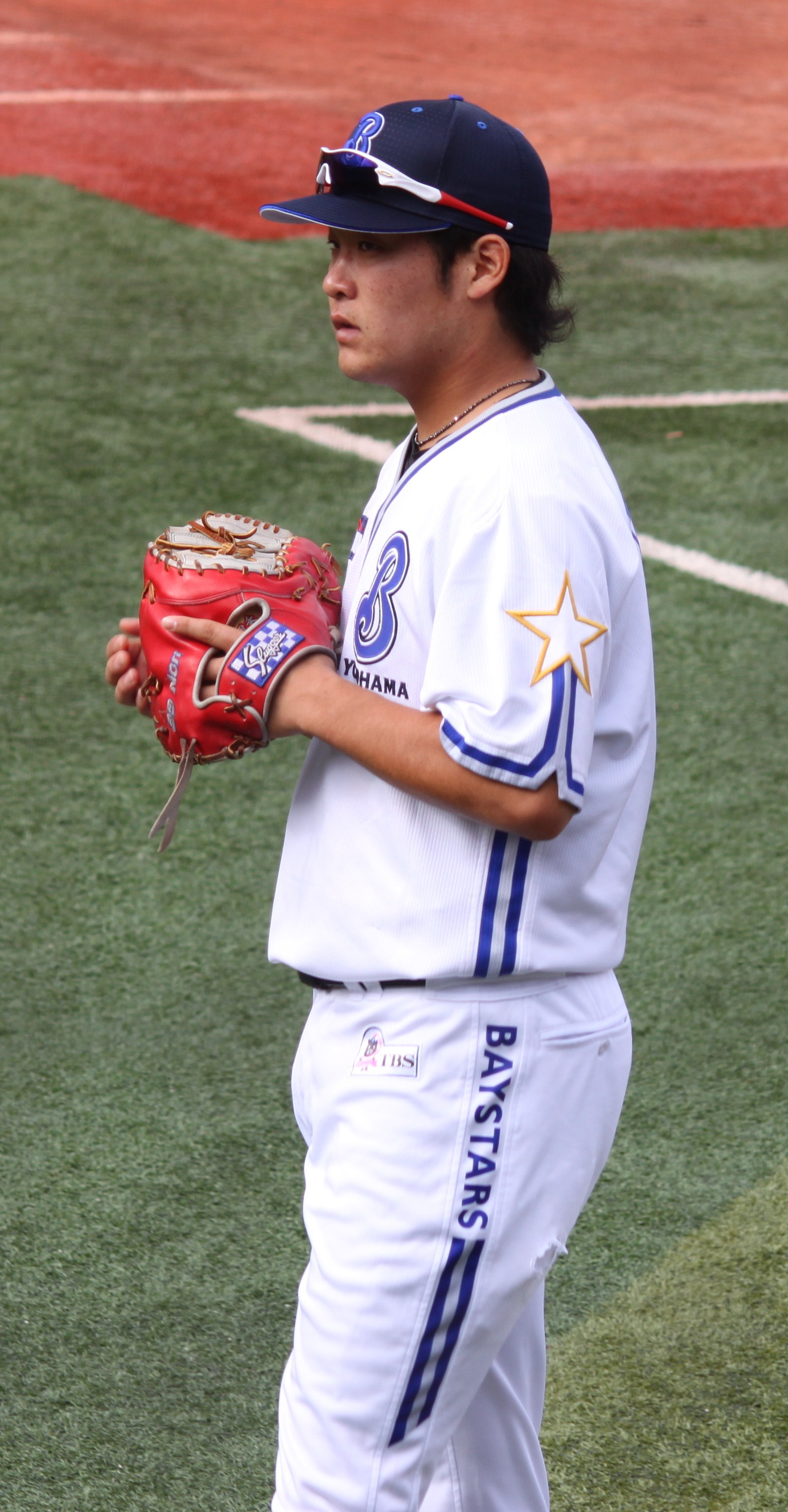
2011年10月15日、横浜スタジアムにて

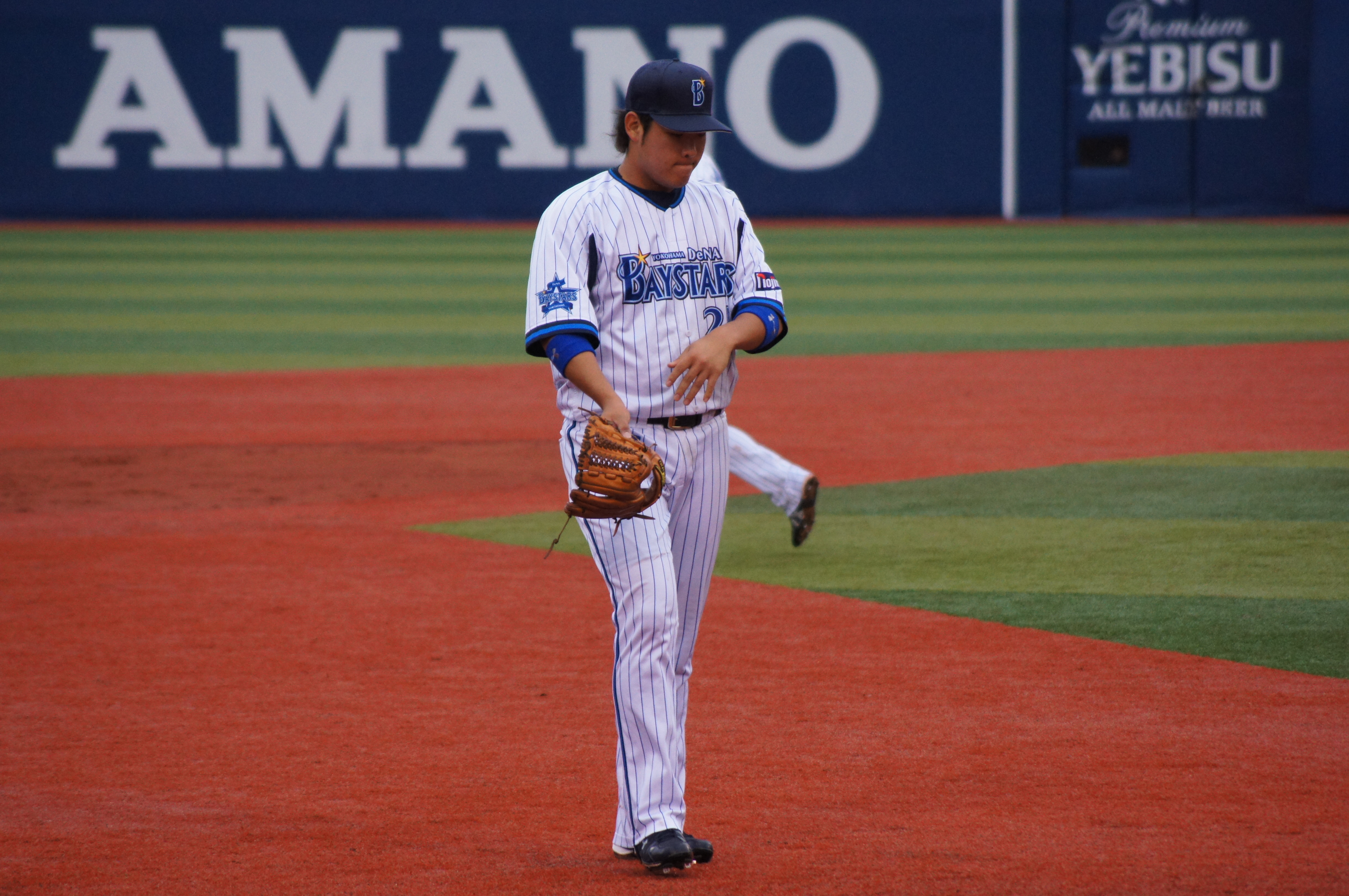
2012年5月3日、横浜スタジアムにて

球団名が「横浜DeNAベイスターズ」となった2012年は、春季キャンプ中にチームメイトの佐藤祥万から死球を受けたことで左足首に骨挫傷を負い、開幕は二軍スタートとなった。5月に一軍昇格すると、その日の東京ヤクルトスワローズ戦（横浜スタジアム）で「3番・三塁手」で即先発出場した。5月6日の中日戦（横浜スタジアム）では先発の山本昌から自身初となる、2打席連続本塁打をライトスタンドへ放ち、プロ野球史上最大年齢差本塁打を26歳差で記録した。また、ランディ・ルイーズ入団後はチーム事情で一時期外野手にも挑戦した。最終的に自身初の2桁本塁打を記録したものの、打率は .218で規定打席到達者では最下位と伸び悩み、課題の残るシーズンとなった。オフには侍ジャパンマッチ2012「日本代表 VS キューバ代表」の日本代表に選出された。
2013年はオープン戦で走塁中に左足首をひねり負傷し、一時は開幕戦絶望と思われていたが間に合わせ「6番・三塁手」で自身初の開幕スタメンに選ばれた。しかし開幕三連戦で9打数無安打を喫し、中村紀洋に三塁のポジションを奪われ、4月1日に登録抹消された。6月25日の明治神宮野球場でのヤクルト戦から一軍復帰し、「5番・三塁手」で先発出場し、3安打猛打賞を記録した。しかし一塁手にトニ・ブランコ、三塁手に中村が定着していたため出場機会が限られ、守備固めとしての起用や代打起用、また不慣れな左翼手での先発起用が多かった。8月に二軍に降格すると、その後はシーズン終了まで昇格することはなく、打率.216、本塁打は1本のみ、打点はわずか3という成績に終わった。
2014年は前年オフにオリックス・バファローズを自由契約になった三塁手のアーロム・バルディリスを獲得したことから、中畑清監督の意向により左翼にコンバートされた。オープン戦では打率.360と好調をアピールし、「5番・左翼手」で2年連続の開幕スタメンを勝ち取った。開幕直後は8試合で打率.161、0本塁打と苦しんだが、結果的に3、4月の月間打率が3割ちょうどを記録するほどの盛り返しを見せた。6月17日には右太もも裏を痛めて一時的に二軍降格するが最短日数の10日で一軍へ復帰。その後は、ブランコや中村紀洋の戦線離脱による穴を埋めるように4番打者として起用された。ブランコが故障から復帰すると再び5番に回った。7月12日のヤクルト戦では自己最多となる11号本塁打を放った。しかし、8月13日の中日戦（ナゴヤドーム）の1回裏、中日の大島洋平の左中間に放った打球を追って中堅手の梶谷隆幸と交錯、グラブが顔面に当たった上、地面に頭から落下。筒香は自力で起き上がれず、グラウンド内に入った救急車に救急搬送された（ナゴヤドームでは初）。9月6日の広島東洋カープ戦で復帰。復帰後はブランコを5番に押しやり、4番を任されることが多くなり、その後ブランコが再び故障離脱するとシーズン終盤まで4番を務め続けた。最終的に故障離脱がありながらも規定打席に到達、自身初となる打率3割を記録し、22本塁打、77打点と好成績を残した。また左投手からも打率.304、得点圏打率は両リーグトップの.416と勝負強さを見せた。オフの11月9日に、日米野球2014に怪我のため出場辞退した中村晃に代わり招集された。
2015年は石川雄洋の後を受け、チームの新キャプテンに就任。シーズン開幕前の2月16日に、GLOBAL BASEBALL MATCH 2015 侍ジャパン 対 欧州代表の日本代表に選出された。3月10日の第1戦、3月11日の第2戦に「5番・指名打者」で先発出場した。シーズンではチームの4番として定着。打率.317でリーグ3位、24本塁打で同リーグ4位、93打点でリーグ3位、157安打でリーグ3位、と自己最高の成績を残し、出塁率、長打率、OPS、塁打数では山田哲人に次いでリーグ2位を記録した。得点圏打率でも.344でリーグ3位と前年に続いて勝負強さを見せた。第1回WBSCプレミア12終了後のオフには志願してドミニカ共和国のウィンターリーグであるリーガ・デ・ベイスボル・プロフェシオナル・デ・ラ・レプブリカ・ドミニカーナに参加し、レオネス・デル・エスコヒードでプレーした。
2016年、2月15日に「侍ジャパン強化試合 日本 vs チャイニーズタイペイ」の日本代表26名に選出された。レギュラーシーズンでは7月19日のヤクルト戦（明治神宮野球場）から同月22日の対巨人戦（横浜スタジアム）までに、日本プロ野球初となる3試合連続マルチ本塁打を達成する。7月29日の対広島東洋カープ戦で、野村祐輔からマツダスタジアムのセンター方向に本塁打を放つ。これが日本プロ野球初記録の月間6度目のマルチ本塁打となった。また、この本塁打は7月度月間で15本目となり、2013年3月・4月にトニ・ブランコが記録した月間14本塁打の球団記録を塗り替えた。8月11日の巨人戦（東京ドーム）では、今村信貴から左中間方向に本塁打を放ち、藤井勇が持っていた球団左打者歴代最多の34本塁打記録を66年ぶりに更新した。9月13日の東京ヤクルトスワローズ戦（明治神宮野球場）では村中恭兵から第40号本塁打を放ち、球団では2013年にトニ・ブランコが記録した41本塁打以来となる自身初の40号本塁打の大台に載せた。日本人に限ると2011年に中村剛也が記録した48本塁打以来5年ぶり、平成生まれでは史上初の快挙となった。最終的には44本塁打まで本数を伸ばし、自身初の打撃タイトルとなる本塁打王を獲得。競っていた打点でも争いを制し、110打点での打点王と合わせて打撃二冠に輝いた。また、リーグ3位の打率.322を残し、得点圏打率はリーグトップとなる.393を記録した。10月8日のクライマックスシリーズ初戦ではマイルズ・マイコラスからクライマックス1号となる逆転本塁打を放ちチームの勝利に貢献した。

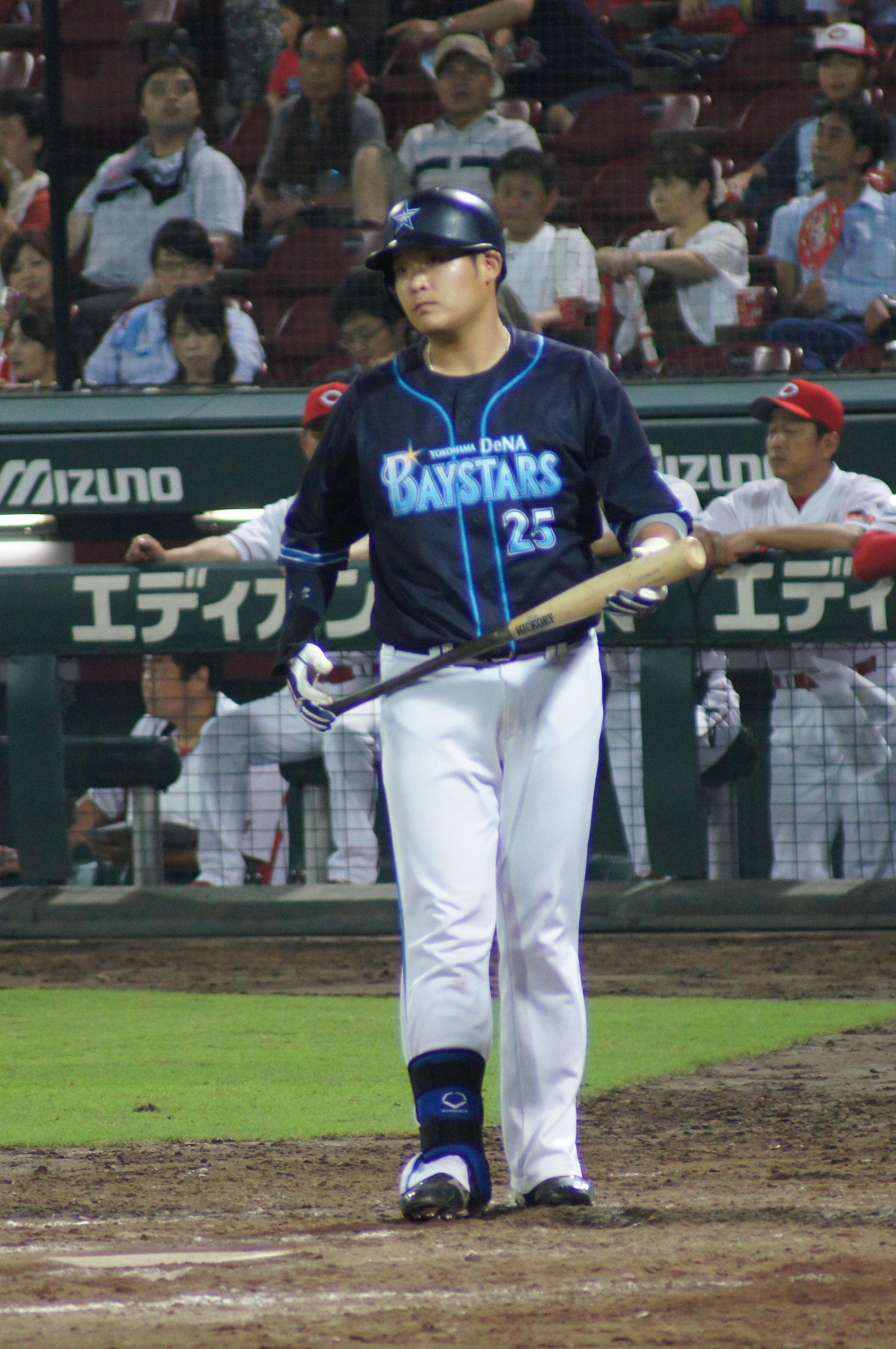
2013年7月30日、マツダスタジアムにて

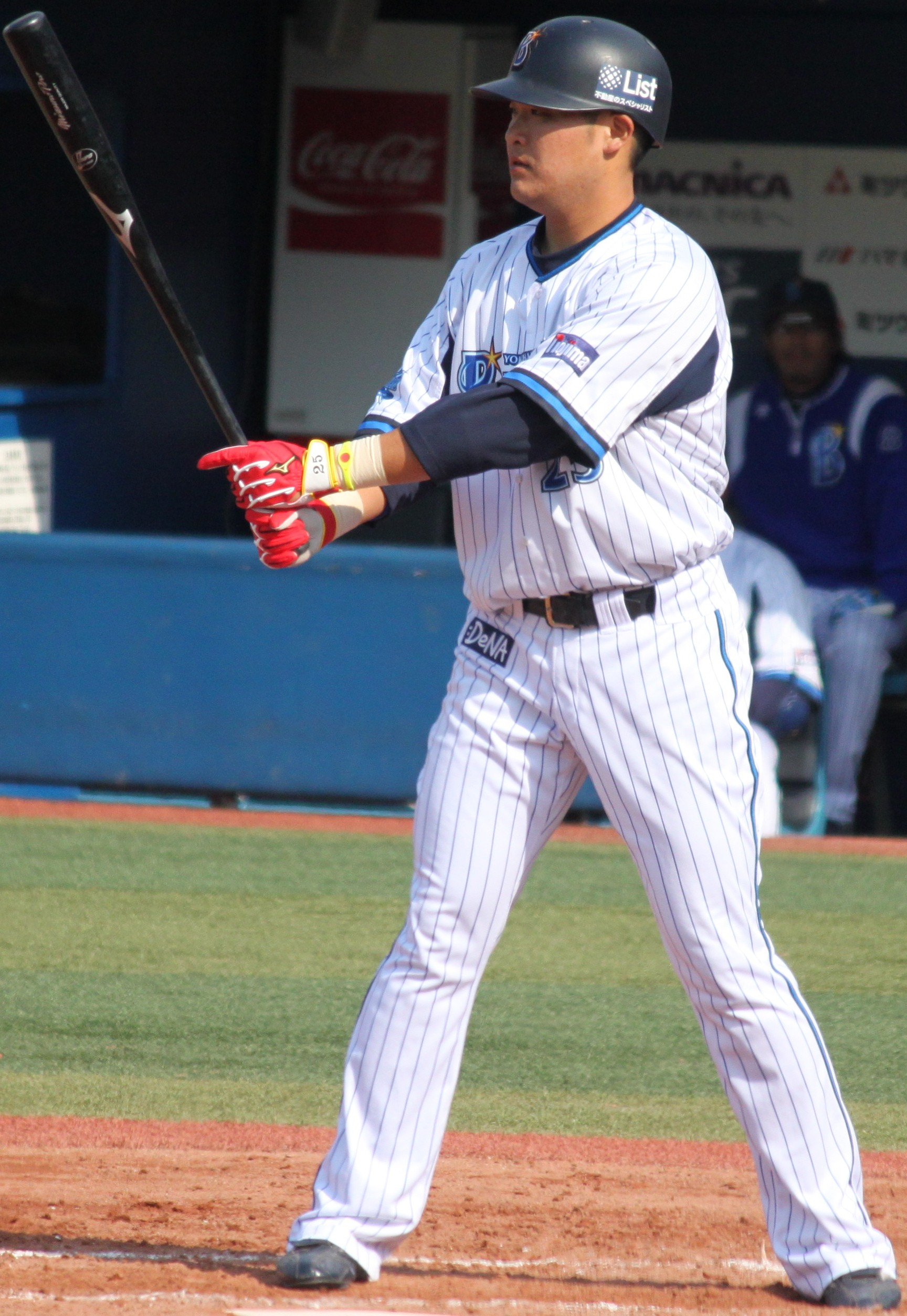
2014年3月9日、横浜スタジアムにて

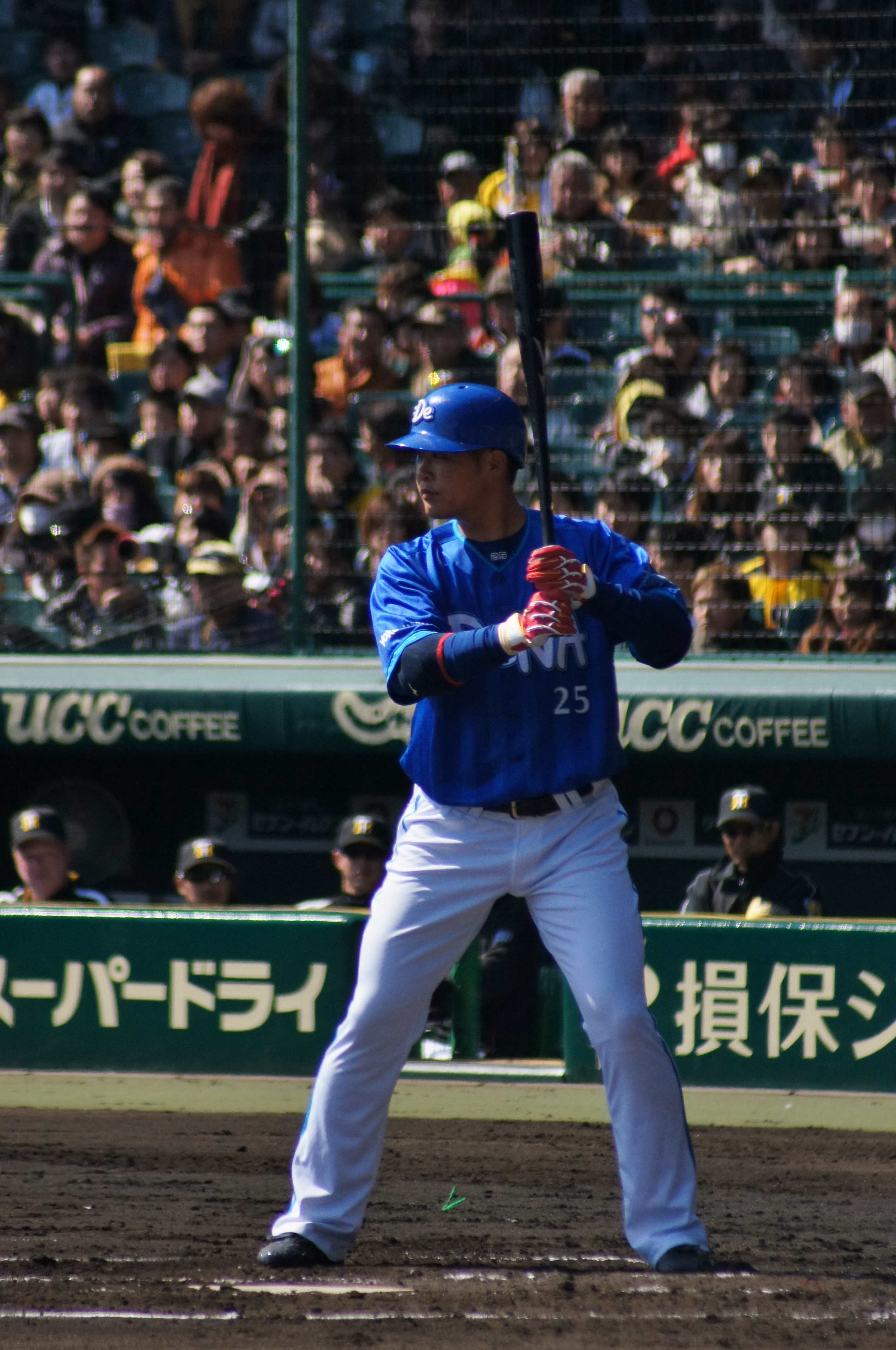
2014年3月11日、阪神甲子園球場にて

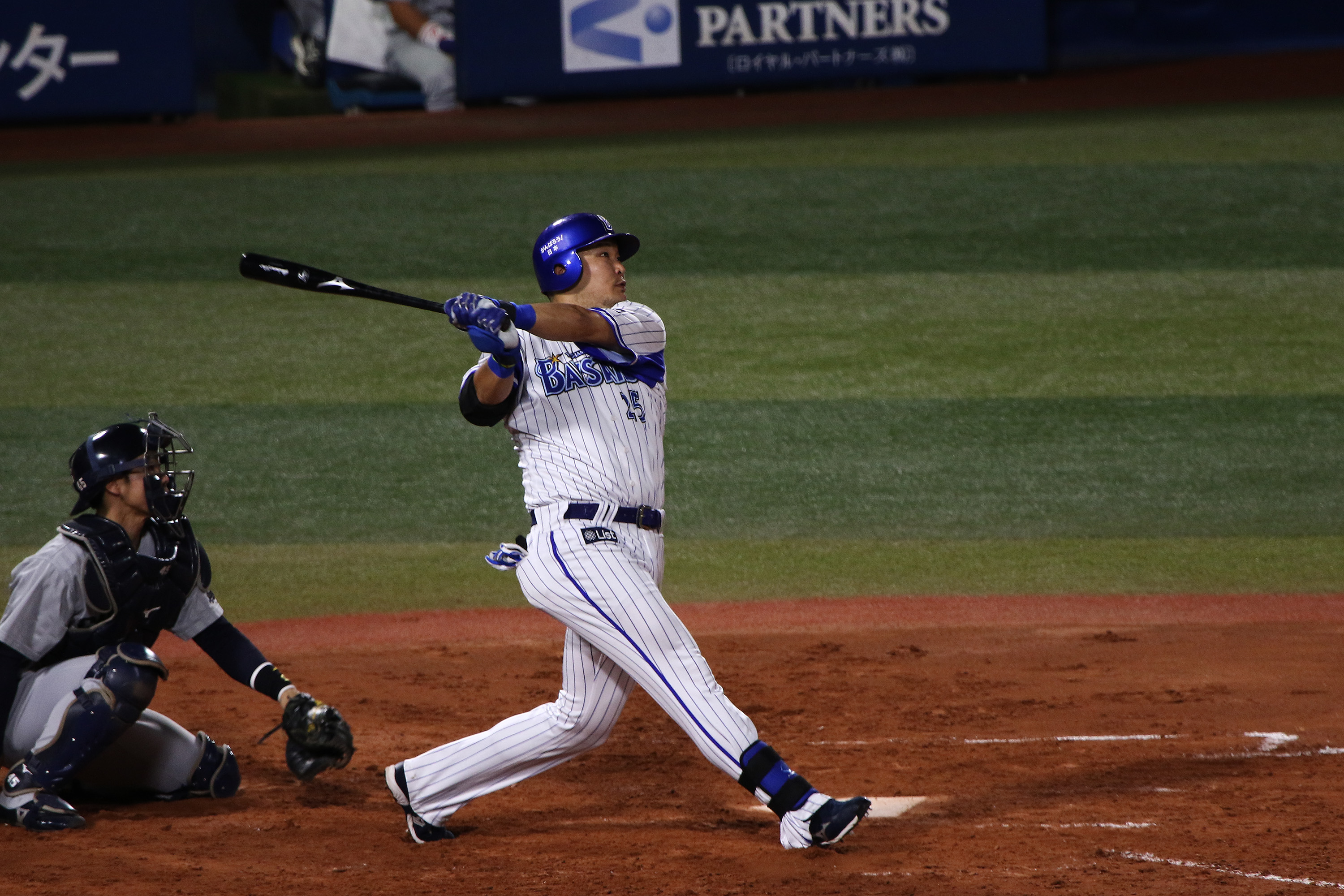
2015年9月22日、横浜スタジアムにて

シーズンオフの12月1日、不動の4番及び主将として球団初のクライマックスシリーズの進出へ貢献したへの評価から、2億円アップの年俸3億円で契約を更改した。この年は、シーズン中にアレックス・ラミレス監督から「間違いなく、日本一の4番。監督1年目に彼を4番で起用できることに喜びを感じている。あと15年、プレーしてもらうために、近い将来、一塁手へのコンバートを考えている」という趣旨の発言がなされている。

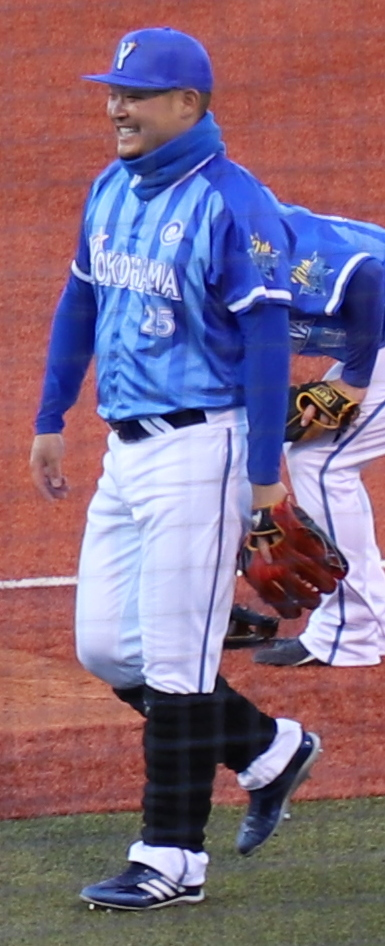
2019年4月3日、明治神宮野球場にて

2017年開幕後、当初は4番を打っていたが、6月30日からはラミレス監督の方針もあり3番に配置転換された。
2018年、6月のセ・パ交流戦中に背中の張りが出たため一時的にスタメンを外れたが6月22日に復帰（その間は代打で出場）。7月4日の対巨人戦では2打席連続で本塁打のリプレー検証が行われるという珍事が発生したが、3回の打席の打球はレフトポール際へのファウル、5回の打席の打球はフェンス上部のネットに跳ね返っての二塁打と判定された。シーズンでは打率.295、38本塁打を記録したが、得点圏打率が.237にとどまった。ベストナイン投票では5位となり、4年ぶりに選出されなかった。
2019年、1月8日に橋本市のスポーツ推進アドバイザーに、2019年1月20日から2021年3月末までの任期で委嘱されることが発表された。シーズンでは、オールスター後ラミレス監督の方針で一時プロ初となる2番打者を務め、8月には骨折した宮﨑敏郎の代役として5年ぶりに三塁を守った。シーズンでは打率.272、29本塁打、79打点だった。阪神とのクライマックスシリーズ終了後、ポスティングシステムを利用してのMLB移籍が明らかになった。

### レイズ時代
2019年12月16日にタンパベイ・レイズと2年総額1200万ドルで契約を結んだことが発表された。ポスティング費用としてDeNAにはレイズから240万ドル支払われる。背番号はベイスターズ時代と同じ「25」。登録名は「Yoshi Tsutsugo」となった。
2020年の開幕戦となった7月24日のトロント・ブルージェイズ戦に「3番・三塁手」で先発出場。5回裏に柳賢振からメジャー初安打となる左越2点本塁打を放った。このシーズンは試合数の減少もあった中で全60試合中51試合に出場するも打率.197、8本塁打、24打点、出塁率.314に留まった。守備面では三塁手として14試合に出場してUZR-0.4、DRS-2を記録し、左翼手としては16試合に出場してUZR+2.0、DRS+1を記録した。
2021年は開幕から不振で、5月11日にDFAとなった。レイズでは26試合に出場して打率.167、5打点、出塁率.244を記録した。守備面では一塁手にコンバートされ、15試合の出場でUZR+0.2、DRS±0を記録した。

### ドジャース時代
2021年5月15日に後日発表選手または金銭とのトレードで、ロサンゼルス・ドジャースへ移籍した。給与の内、レイズ側が549万ドルを負担し、ドジャース側がメジャー最低年俸である43万ドルを支払うことで合意した。背番号は「28」。ドジャース監督のデーブ・ロバーツは「私は筒香の加入にとても興奮しているよ。彼は日本で素晴らしい成績を残しており、ドジャースの一員として戦うことが楽しみだよ」とコメントした。移籍当初はドジャースに故障者が続出していたこともあり積極的に起用されたが、打率1割台と苦しんだ。その後6月9日に右ふくらはぎを痛めて負傷者リストに入った。17日に傘下のAAA級オクラホマシティ・ドジャースで実戦復帰したが、3本塁打を放ったものの打率.138と不振で、7月7日に40人枠を外れマイナー契約となった。その後、8月14日にFAとなった。

### パイレーツ時代
2021年8月16日にピッツバーグ・パイレーツとメジャー契約を結んだ。背番号は「32」。同日のドジャース戦の9回に代打で移籍後初出場し、ケンリー・ジャンセンから二塁打を放った。また、同年の8月26日には日本人初となる代打でのシーズン3本目の本塁打を放った。パイレーツ移籍以降は43試合に出場し、打率.268、8本塁打、25打点を記録した。オフの11月3日にFAとなった。11月29日にパイレーツと1年400万ドルで再契約した。12月4日に背番号を再び「25」に戻すことを発表した。
2022年5月26日に10日間の負傷者リストに入った。負傷者リストに入るまで、4月から5月までの間にかけて35試合に出場し、打率.177（113打数20安打）、2本塁打、15打点を記録した。その後も低迷は続き、現地メディアからは酷評された。8月3日にDFAとなり、5日に自由契約となった。

### ブルージェイズ傘下時代及びレンジャーズ傘下時代
2022年8月17日にトロント・ブルージェイズとマイナー契約を結び、傘下のAAA級バッファロー・バイソンズへ送られた。オフの11月10日にFAとなった。
2023年1月15日にテキサス・レンジャーズとマイナー契約を結び、スプリングトレーニングに招待選手として参加することになった。傘下のAAA級ラウンドロック・エクスプレスでプレーを続け、打率.249、6本塁打、33打点、OP.812を記録。6月には3試合連続本塁打を記録するなど状態を上げ、レンジャーズよりメジャー昇格の高まる球団への移籍を目指し、23日、自らオプトアウト権を行使して契約を解除し自由契約となった。

### 米独立リーグ時代
レンジャーズ傘下を退団後はアメリカ国内に残り、自主練習を続けていたが、メジャー傘下のマイナー球団からのオファーが届かず、この年はプレーする環境を優先する方針に転換。8月1日に独立リーグのアトランティックリーグの球団であるスタテンアイランド・フェリーホークスと契約した。左翼手もしくは指名打者として12試合に出場し、打率.359（39打数14安打）、7本塁打、13打点、OPS1.428の成績を残していた。

### ジャイアンツ傘下時代
2023年8月21日にサンフランシスコ・ジャイアンツとマイナー契約を結んだ。傘下のAA級リッチモンド・フライングスクウォーレルズで13試合に出場して打率.311、4本塁打、出塁率.436、OPS1.014の成績を残すと、9月17日、AAA級サクラメント・リバーキャッツに昇格したが、9月23日の試合で左手親指に死球を受けて骨折。そのままシーズンを終えて一時帰国した。12月8日にマイナー契約で再契約した。
2024年は内野手枠で2月のキャンプ招待選手のリストに入った。しかし、29日から腰の張りのために別メニュー調整となり、その後チームに復帰するもオープン戦5試合の出場で打率.125（8打数1安打）、2打点の成績にとどまり、3月13日にマイナーキャンプ合流が発表され、3月21日付で自由契約となった。

### 第二次DeNA時代

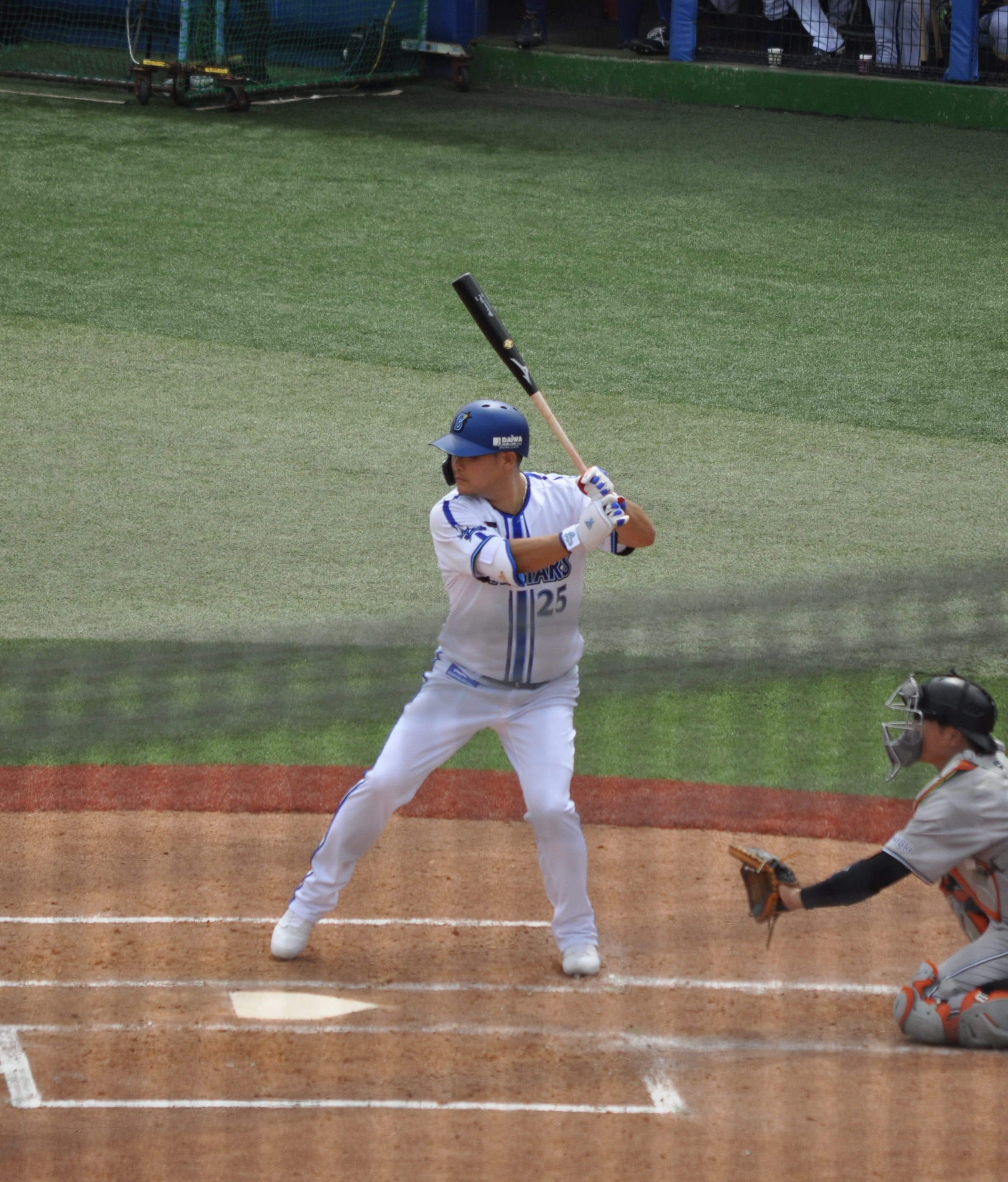
DeNA復帰直後の筒香
（2024年4月20日、横須賀スタジアムにて）

2024年4月16日、古巣である横浜DeNAベイスターズに復帰することが球団から発表された。背番号は第一次横浜・DeNA時代と同じ「25」。3年契約となり、2年目までは推定年俸3億円で、3年目は変動制となる。なお、ジャイアンツからの自由契約後にはDeNA以外にも巨人やパ・リーグ球団などが筒香に関心を示していることが報じられていた。18日に横浜スタジアムで公開入団記者会見が行われた。19日に支配下選手登録公示がなされ、翌日の二軍・巨人戦で久々に日本での実戦に出場した。5月6日に一軍登録され、同日のヤクルト戦で「6番・左翼手」で先発起用され、2019年10月7日のクライマックスシリーズ・ファーストステージの阪神戦（横浜）以来、1673日ぶりとなるNPB復帰戦となった。試合は3-5で迎えた8回裏二死一・二塁の場面で、ホセ・エスパーダから逆転3点本塁打を放ち、6-5の逆転勝利に導いた。タイラー・オースティンが故障から復帰した17日には守備位置の兼ね合いで、2012年8月14日の阪神戦以来となる右翼守備に就き、この試合以降もたびたび右翼で起用される。19日の中日戦では、前日の試合で負傷した牧秀悟に代わり、2019年9月19日の広島戦以来1704日ぶりとなる4番で先発起用された。印象的な活躍から、5月度のBS-TBS月間グッドプレイヤー賞を受賞した。6月9日の福岡ソフトバンクホークス戦（横浜）で、藤井皓哉からの3点本塁打によってNPB通算1000安打を達成した。しかし、6月に入ってからは打撃が低調で、22打席連続で無安打に陥っていた。7試合連続で先発から外れていた中、7月4日の練習中に左脇腹に違和感を覚え、チームドクターの所見で診断を受けると左第6肋骨の疲労骨折が判明し、翌5日に登録抹消となった。2日には、シーズン途中加入ながらオールスターゲームのファン投票の外野手部門での選出が発表されていたが、18日に出場辞退が発表された。二軍でのリハビリを経て8月9日に実戦復帰すると、17日には一軍復帰した。復帰後は代打での起用が続いた。9月11日の阪神戦で「6番・右翼手」として6月25日以来の先発起用されるも、4打席とも三振に倒れた。同月20日の阪神戦でも「6番・右翼手」として先発起用されると、約3か月ぶりの本塁打を打つなど活躍を見せた。しかし、この試合後に体調不良を訴え、自宅療養で数日間ベンチから外れた。57試合の出場で先発出場はわずか36試合と代打に徹することも多かったが、後輩のサポートに動くなどチームを支え、クライマックスシリーズを勝ち抜き7年ぶりに日本シリーズに進出。ソフトバンクとの日本シリーズでは第2戦から左翼手として先発出場し、第6戦では有原航平から2回に先制ソロ本塁打を放つと、二死満塁で迎えた5回には走者一掃の適時二塁打を放つなどソフトバンクを突き放し、球団26年ぶりの日本一に貢献。優秀選手賞を受賞した。
2025年は「3番・左翼手」で6年ぶりの開幕スタメン出場も、19試合で打率.115、1本塁打と極度の打撃不振にあえぎ、5月1日に登録を抹消された。抹消後は練習施設「DOCK」でミニキャンプを実施して調整に励む。ミニキャンプ終了後、二軍戦6試合で打率.353を記録すると、セ・パ交流戦開幕の6月3日に出場選手登録された。交流戦期間は全打者で1位のOPS.992、長打率.648を記録し、2位の5本塁打を打つなど状態を上げた。しかし、リーグ戦再開後は15打数1安打と不振で、7月7日に登録を抹消され、この年2度目の二軍調整となった。二軍戦9試合で打率.321、1本塁打と状態を上げると、8月7日に一軍に復帰した。この昇格後は先発出場の機会なく、代打待機だったが、13日のヤクルト戦（明治神宮野球場）では小澤怜史から代打で貴重な追加点となる右翼ポール際への3点本塁打を打ち、これがNPBでは自身初となる代打本塁打となった。

## 代表経歴
2015年10月9日には第1回WBSCプレミア12の日本代表最終ロースター28名に選出された。同大会では8試合35打席に出場し、26打数で10安打、打率.385、5打点の成績を残した。
2016年オフの10月18日に「侍ジャパン 野球オランダ代表 野球メキシコ代表 強化試合」の日本代表に選出された。
2017年1月24日に第4回WBC日本代表選手27人が発表され代表入りを果たし、代表の4番を務めることになる。1次ラウンドでは、3試合で打率.364、2本塁打、5打点を記録し1次リーグB組MVPを獲得した。

## 選手としての特徴
2012年から2015年までの4年間、監督として筒香を指導していた中畑清は「1年目に練習を見たが凄い選手が入ってきた」「俺は巨人のコーチ時代松井秀喜を指導していたが似たものを持っている」と期待を寄せており、2014年以降は4番打者として起用し続けた。
里崎智也は「しっかりと自分のポイントまでボールを引きつけて打っているので、変化球が来ても崩されることも少なく、崩されたとしても、まだ打てるポイントに体が残っていますね」と高く評価している。また同年は、逆方向（左方向）への本塁打が11本（44本塁打中）と、前年（2015年）の0本から大きく向上させた。

## 人物

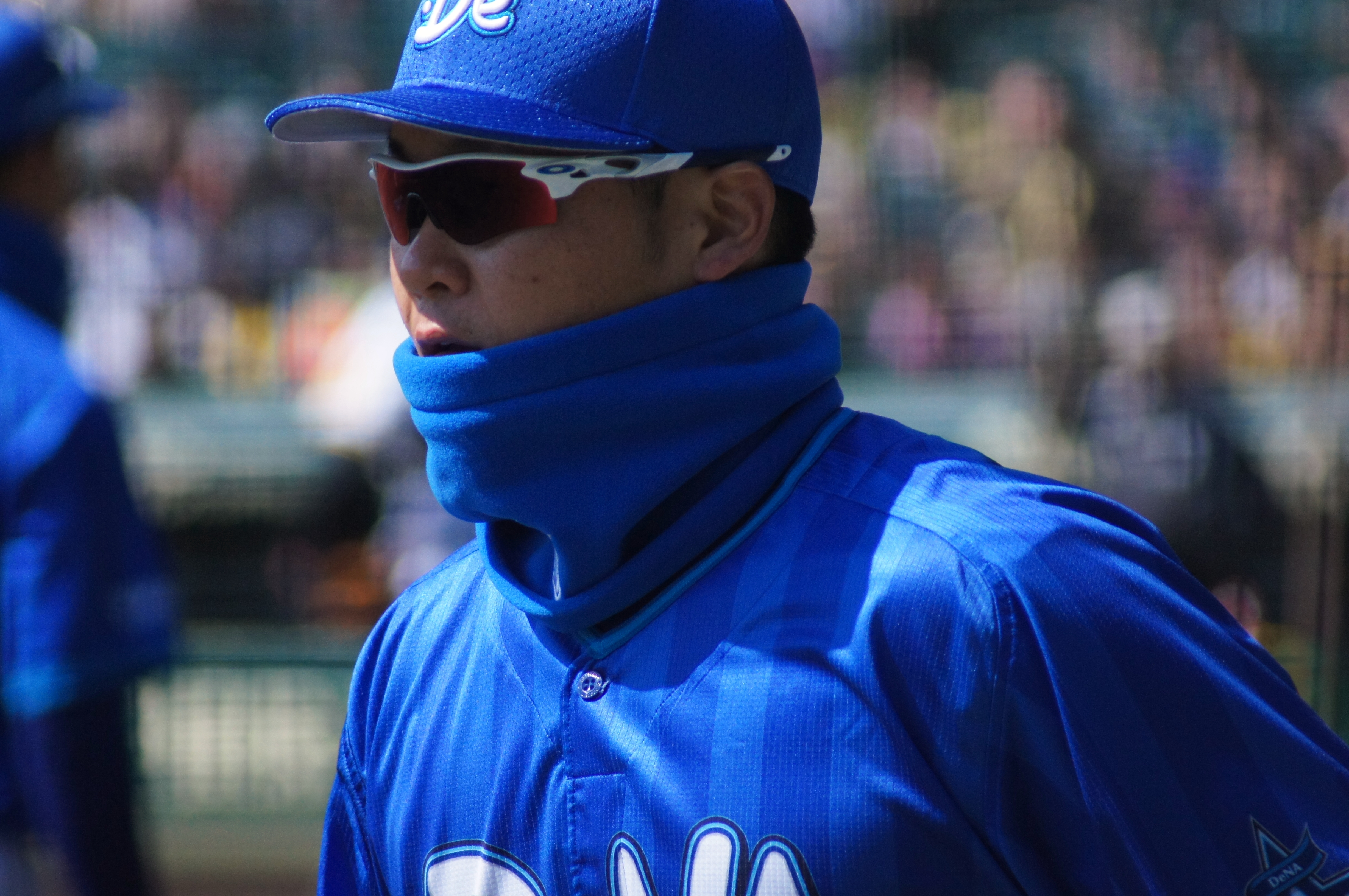
2014年3月11日、阪神甲子園球場にて

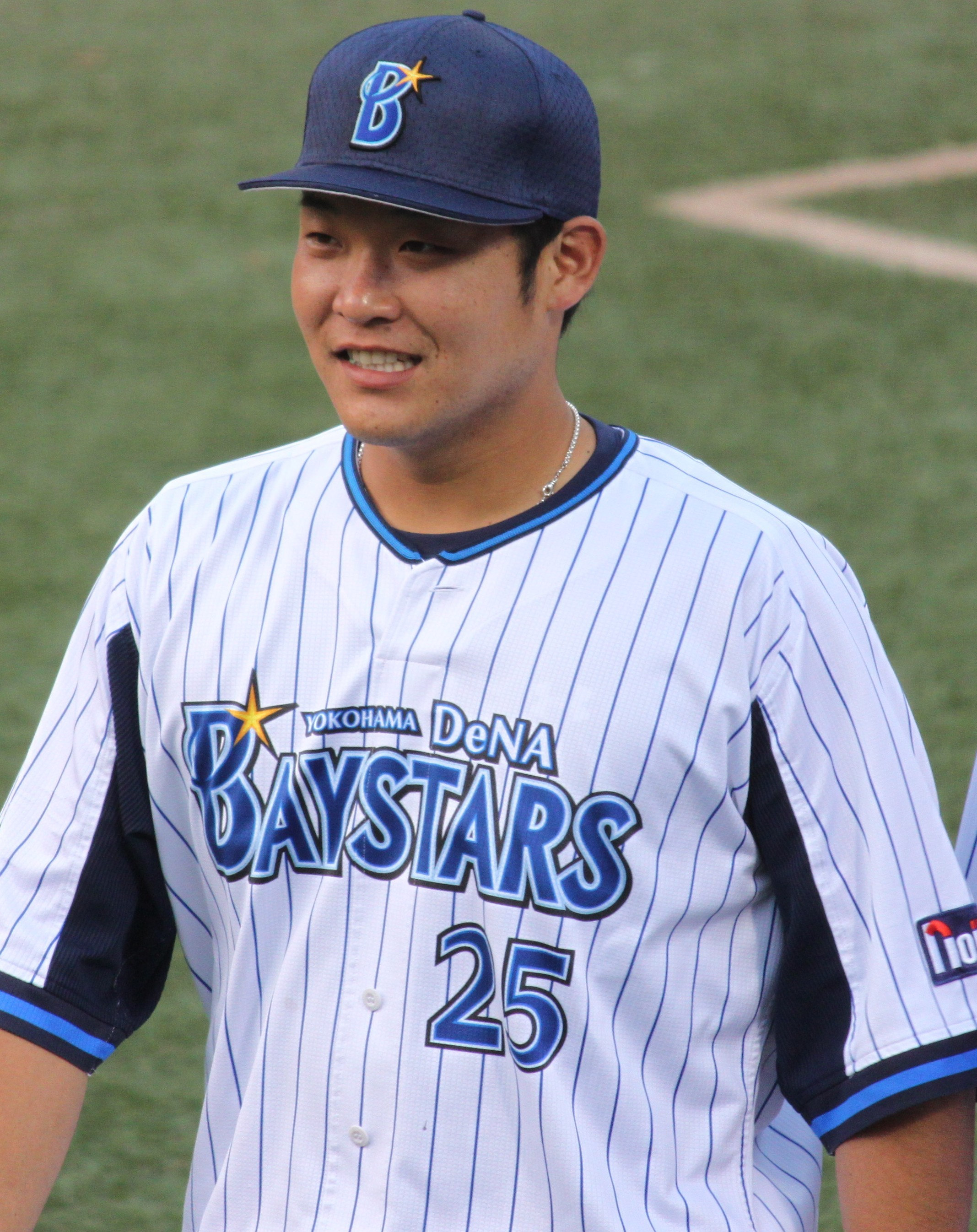
2014年9月6日、横浜スタジアムにて

愛称は「ゴウ」「ヨシ」。MLB時代の英語表記は「Yoshi Tsutsugo（ヨシ・ツツゴー）」。
双子の姉がいる。横浜高等学校野球部の恩師である渡辺元智が語るところによれば「筒香は姉と同じ高等学校へ進学してもおかしくなかったが、PL学園対横浜高校の延長17回の試合を見て、ウチへの入学を希望してきた」という。また、一般財団法人筒香青少年スポーツ財団理事長である、年の離れた兄：裕史がいる。兄は高校時代は尽誠学園高等学校の野球部に所属しており、幼少期から兄に野球を教わっていた。
松井秀喜に対しては「僕にとって目標というより、憧れの存在なんです。凄いなあってずっと思っていました」と話している。高校時代より、超高校級内野手として「ハマのゴジラ」として注目を集めた。横浜高校の小倉部長からも「私が見て来た20年間でトップ」と評される。ハマのゴジラとして球団から背番号55を与えられるも、2010年のオフに背番号8へと変更した。
プロ入り後、入寮の際には野球道具以外は尊敬するイチローの本を持参した程度で、野球漬けの生活を宣言。2009年の第2回WBC決勝をテレビ観戦した際には、イチローの決勝打に「国を背負って戦うことは特別。僕もそういう存在になりたい」と思ったという。そのイチローとは食事をともにしたことがある。
入団当初球団のキャンプにたびたび訪問した張本勲に目をかけられ打撃指導を受けたことがあった。
高校3年時の第8回AAAアジア野球選手権大会でのインタビューで筒香は「将来的に日の丸を背負うことは、夢というより目標です」とコメントした。
ドラフト指名数日前に受けた取材でメディアに「将来的には松坂さんのようにメジャーで活躍する選手というのが自分の最大の目標なので、やっぱり向こうで勝負したいという気持ちはあります」と述べたことがある。
プロ入り以降、日本の少年野球に対しての提言を繰り返し行っている。特に、少年野球における子どもたちの酷使について「甲子園に本当に行きたいのは誰なのかというと、結局、監督や部長ではないか（中略）いちばん勝ちたいと思うのは、選手ではなく監督やコーチだから」「将来がある子ども達を守るには、一発勝負のトーナメント制をやめてリーグ制を導入したり、ルールで球数制限や練習時間を決めたりする必要があると思います」と語ったほか、日本外国人特派員協会で記者会見を行った。
横浜・DeNA時代の応援歌は前奏部分にかつて田代富雄に使用された曲（ビゼー作曲の組曲『アルルの女』から引用されたもの）をそのまま流用しており、筒香自身も気に入っていた。また、他の応援歌では横浜時代の村田修一の曲が好きであったと語っている。なお、筒香の応援歌はMLB関係者からも好評であり、特に筒香の獲得を目指したブルージェイズGMのロス・アトキンスは「彼の応援歌が大好き」と語るほどであった。さらに、レイズ移籍直後はMLBでは異例となるスピーカー音源で横浜・DeNA時代の応援歌が流れた。しかし、筒香自身が「本当にありがたかったです。でも、今はレイズの選手でベイスターズではない。レイズのために力を出し切ることに集中したい」との理由で使用停止を希望。ほどなくして取り止めとなった。
恋野小学校の6年生だった2003年7月25日には第38回「交通安全子供自転車県大会」（主催：和歌山県交通安全協会・和歌山県自転車安全教育推進委員会）に同小学校のチームリーダーとして出場し、個人の部で1位を獲得、恋野小の12連覇と全国大会出場に貢献した。地元である橋本市恋野地区にある「本田池」の横には地元住民が製作した筒香の入団記念碑がある。

## 詳細情報

### 年度別打撃成績
| 年 度     | 球 団     | 試 合 | 打 席 | 打 数 | 得 点 | 安 打 | 二 塁 打 | 三 塁 打 | 本 塁 打 | 塁 打 | 打 点 | 盗 塁 | 盗 塁 死 | 犠 打 | 犠 飛 | 四 球 | 敬 遠 | 死 球 | 三 振 | 併 殺 打 | 打 率 | 出 塁 率 | 長 打 率 | O P S |
| --------- | --------- | ----- | ----- | ----- | ----- | ----- | -------- | -------- | -------- | ----- | ----- | ----- | -------- | ----- | ----- | ----- | ----- | ----- | ----- | -------- | ----- | -------- | -------- | ----- |
| 2010      | 横浜 DeNA | 3     | 10    | 7     | 1     | 1     | 0        | 0        | 1        | 4     | 1     | 0     | 0        | 0     | 0     | 2     | 0     | 1     | 1     | 0        | .143  | .400     | .571     | .971  |
| 2011      | 横浜 DeNA | 40    | 160   | 145   | 16    | 35    | 10       | 0        | 8        | 69    | 22    | 1     | 0        | 0     | 1     | 13    | 0     | 1     | 51    | 4        | .241  | .306     | .476     | .782  |
| 2012      | 横浜 DeNA | 108   | 446   | 386   | 31    | 84    | 16       | 3        | 10       | 136   | 45    | 1     | 2        | 2     | 5     | 51    | 1     | 2     | 102   | 4        | .218  | .309     | .352     | .661  |
| 2013      | 横浜 DeNA | 23    | 56    | 51    | 5     | 11    | 1        | 0        | 1        | 15    | 3     | 0     | 0        | 0     | 0     | 3     | 0     | 2     | 13    | 2        | .216  | .286     | .294     | .580  |
| 2014      | 横浜 DeNA | 114   | 461   | 410   | 58    | 123   | 24       | 2        | 22       | 217   | 77    | 2     | 1        | 0     | 2     | 47    | 6     | 2     | 100   | 7        | .300  | .373     | .529     | .902  |
| 2015      | 横浜 DeNA | 138   | 568   | 496   | 79    | 157   | 28       | 1        | 24       | 259   | 93    | 0     | 0        | 0     | 2     | 68    | 0     | 2     | 98    | 5        | .317  | .400     | .522     | .922  |
| 2016      | 横浜 DeNA | 133   | 561   | 469   | 89    | 151   | 28       | 4        | 44       | 319   | 110   | 0     | 1        | 0     | 2     | 87    | 1     | 3     | 105   | 6        | .322  | .430     | .680     | 1.110 |
| 2017      | 横浜 DeNA | 139   | 601   | 503   | 85    | 143   | 31       | 0        | 28       | 258   | 94    | 1     | 0        | 0     | 3     | 93    | 3     | 2     | 115   | 7        | .284  | .396     | .513     | .909  |
| 2018      | 横浜 DeNA | 139   | 580   | 495   | 77    | 146   | 33       | 1        | 38       | 295   | 89    | 0     | 0        | 0     | 3     | 80    | 7     | 2     | 107   | 10       | .295  | .393     | .596     | .989  |
| 2019      | 横浜 DeNA | 131   | 557   | 464   | 74    | 126   | 24       | 0        | 29       | 237   | 79    | 0     | 0        | 0     | 3     | 88    | 5     | 2     | 141   | 5        | .272  | .388     | .511     | .899  |
| 2020      | TB        | 51    | 185   | 157   | 27    | 31    | 5        | 1        | 8        | 62    | 24    | 0     | 0        | 0     | 1     | 26    | 1     | 1     | 50    | 5        | .197  | .314     | .395     | .708  |
| 2021      | TB        | 26    | 87    | 78    | 5     | 13    | 4        | 0        | 0        | 17    | 5     | 0     | 0        | 1     | 0     | 8     | 0     | 0     | 27    | 1        | .167  | .244     | .218     | .462  |
| 2021      | LAD       | 12    | 31    | 25    | 2     | 3     | 0        | 0        | 0        | 3     | 2     | 0     | 0        | 0     | 0     | 6     | 0     | 0     | 12    | 0        | .120  | .290     | .120     | .410  |
| 2021      | PIT       | 43    | 144   | 127   | 20    | 34    | 8        | 1        | 8        | 68    | 25    | 0     | 1        | 0     | 1     | 15    | 0     | 1     | 33    | 2        | .268  | .347     | .535     | .883  |
| '21計     | PIT       | 81    | 262   | 230   | 27    | 50    | 12       | 1        | 8        | 88    | 32    | 0     | 1        | 1     | 1     | 29    | 0     | 1     | 72    | 3        | .217  | .307     | .383     | .689  |
| 2022      | PIT       | 50    | 193   | 170   | 11    | 29    | 4        | 0        | 2        | 39    | 19    | 0     | 0        | 0     | 4     | 19    | 0     | 0     | 50    | 3        | .171  | .249     | .229     | .478  |
| 2024      | DeNA      | 57    | 168   | 149   | 12    | 28    | 6        | 3        | 7        | 61    | 23    | 0     | 0        | 0     | 1     | 16    | 1     | 2     | 51    | 5        | .188  | .274     | .409     | .683  |
| NPB：11年 | NPB：11年 | 1025  | 4168  | 3575  | 527   | 1005  | 201      | 14       | 212      | 1870  | 636   | 5     | 4        | 2     | 22    | 548   | 24    | 21    | 884   | 55       | .281  | .378     | .523     | .901  |
| MLB：3年  | MLB：3年  | 182   | 640   | 557   | 65    | 110   | 21       | 2        | 18       | 189   | 75    | 0     | 1        | 1     | 6     | 74    | 1     | 2     | 172   | 11       | .197  | .291     | .339     | .630  |

- 2024年度シーズン終了時
- 各年度の太字はリーグ最高
- 横浜（横浜ベイスターズ）は、2012年にDeNA（横浜DeNAベイスターズ）に球団名を変更

### WBSCプレミア12での打撃成績
| 年 度 | 代 表 | 試 合 | 打 席 | 打 数 | 得 点 | 安 打 | 二 塁 打 | 三 塁 打 | 本 塁 打 | 塁 打 | 打 点 | 盗 塁 | 盗 塁 死 | 犠 打 | 犠 飛 | 四 球 | 敬 遠 | 死 球 | 三 振 | 併 殺 打 | 打 率 | 出 塁 率 | 長 打 率 |
| ----- | ----- | ----- | ----- | ----- | ----- | ----- | -------- | -------- | -------- | ----- | ----- | ----- | -------- | ----- | ----- | ----- | ----- | ----- | ----- | -------- | ----- | -------- | -------- |
| 2015  | 日本  | 8     | 35    | 26    | 6     | 10    | 1        | 0        | 0        | 11    | 5     | 0     | 0        | 0     | 0     | 9     | 2     | 0     | 2     | 0        | .385  | .543     | .423     |

### WBCでの打撃成績
| 年 度 | 代 表 | 試 合 | 打 席 | 打 数 | 得 点 | 安 打 | 二 塁 打 | 三 塁 打 | 本 塁 打 | 塁 打 | 打 点 | 盗 塁 | 盗 塁 死 | 犠 打 | 犠 飛 | 四 球 | 敬 遠 | 死 球 | 三 振 | 併 殺 打 | 打 率 | 出 塁 率 | 長 打 率 |
| ----- | ----- | ----- | ----- | ----- | ----- | ----- | -------- | -------- | -------- | ----- | ----- | ----- | -------- | ----- | ----- | ----- | ----- | ----- | ----- | -------- | ----- | -------- | -------- |
| 2017  | 日本  | 7     | 30    | 25    | 5     | 8     | 0        | 0        | 3        | 17    | 8     | 0     | 0        | 0     | 0     | 5     | 1     | 0     | 6     | 0        | .320  | .433     | .680     |

### MLBポストシーズン打撃成績
| 年 度     | 球 団     | シ リ ｜ ズ | 試 合 | 打 席 | 打 数 | 得 点 | 安 打 | 二 塁 打 | 三 塁 打 | 本 塁 打 | 塁 打 | 打 点 | 盗 塁 | 盗 塁 死 | 犠 打 | 犠 飛 | 四 球 | 敬 遠 | 死 球 | 三 振 | 併 殺 打 | 打 率 | 出 塁 率 | 長 打 率 | O P S |
| --------- | --------- | ----------- | ----- | ----- | ----- | ----- | ----- | -------- | -------- | -------- | ----- | ----- | ----- | -------- | ----- | ----- | ----- | ----- | ----- | ----- | -------- | ----- | -------- | -------- | ----- |
| 2020      | TB        | ALWC        | 1     | 2     | 2     | 0     | 0     | 0        | 0        | 0        | 0     | 0     | 0     | 0        | 0     | 0     | 0     | 0     | 0     | 1     | 0        | .000  | .000     | .000     | .000  |
| 2020      | TB        | ALDS        | 2     | 6     | 6     | 0     | 0     | 0        | 0        | 0        | 0     | 0     | 0     | 0        | 0     | 0     | 0     | 0     | 0     | 1     | 0        | .000  | .000     | .000     | .000  |
| 2020      | TB        | ALCS        | 2     | 5     | 5     | 0     | 2     | 0        | 0        | 0        | 2     | 0     | 0     | 0        | 0     | 0     | 0     | 0     | 0     | 0     | 1        | .400  | .400     | .400     | .800  |
| 2020      | TB        | WS          | 3     | 3     | 3     | 0     | 0     | 0        | 0        | 0        | 0     | 0     | 0     | 0        | 0     | 0     | 0     | 0     | 0     | 1     | 0        | .000  | .000     | .000     | .000  |
| 出場：1回 | 出場：1回 | 出場：1回   | 8     | 16    | 16    | 0     | 2     | 0        | 0        | 0        | 2     | 0     | 0     | 0        | 0     | 0     | 0     | 0     | 0     | 3     | 1        | .125  | .125     | .125     | .250  |

- 2024年度シーズン終了時

### 年度別守備成績
内野守備
| 年 度 | 球 団     | 一塁  | 一塁  | 一塁  | 一塁  | 一塁  | 一塁     | 三塁  | 三塁  | 三塁  | 三塁  | 三塁  | 三塁     |
| 年 度 | 球 団     | 試 合 | 刺 殺 | 補 殺 | 失 策 | 併 殺 | 守 備 率 | 試 合 | 刺 殺 | 補 殺 | 失 策 | 併 殺 | 守 備 率 |
| ----- | --------- | ----- | ----- | ----- | ----- | ----- | -------- | ----- | ----- | ----- | ----- | ----- | -------- |
| 2010  | 横浜 DeNA | 3     | 21    | 4     | 0     | 3     | 1.000    | -     | -     | -     | -     | -     | -        |
| 2011  | 横浜 DeNA | 40    | 336   | 12    | 4     | 28    | .989     | -     | -     | -     | -     | -     | -        |
| 2012  | 横浜 DeNA | 19    | 94    | 7     | 0     | 9     | 1.000    | 92    | 45    | 148   | 6     | 8     | .970     |
| 2013  | 横浜 DeNA | 4     | 6     | 0     | 1     | 1     | .857     | 9     | 4     | 11    | 0     | 2     | 1.000    |
| 2014  | 横浜 DeNA | 11    | 80    | 4     | 1     | 8     | .988     | 7     | 1     | 7     | 0     | 0     | 1.000    |
| 2019  | 横浜 DeNA | -     | -     | -     | -     | -     | -        | 27    | 14    | 37    | 1     | 2     | .981     |
| 2020  | TB        | -     | -     | -     | -     | -     | -        | 14    | 6     | 16    | 4     | 3     | .846     |
| 2021  | TB        | 15    | 80    | 4     | 0     | 9     | 1.000    | -     | -     | -     | -     | -     | -        |
| 2021  | LAD       | 1     | 2     | 0     | 0     | 0     | 1.000    | -     | -     | -     | -     | -     | -        |
| 2021  | PIT       | 15    | 79    | 7     | 0     | 8     | 1.000    | -     | -     | -     | -     | -     | -        |
| '21計 | PIT       | 31    | 161   | 11    | 0     | 17    | 1.000    | -     | -     | -     | -     | -     | -        |
| 2022  | PIT       | 35    | 260   | 15    | 2     | 29    | .993     | -     | -     | -     | -     | -     | -        |
| NPB   | NPB       | 77    | 537   | 27    | 6     | 49    | .989     | 135   | 64    | 203   | 7     | 12    | .974     |
| MLB   | MLB       | 66    | 421   | 26    | 2     | 46    | .996     | 14    | 6     | 16    | 4     | 3     | .846     |

外野守備
| 年 度 | 球 団     | 外野  | 外野  | 外野  | 外野  | 外野  | 外野     | 左翼（LF） | 左翼（LF） | 左翼（LF） | 左翼（LF） | 左翼（LF） | 左翼（LF） | 右翼（RF） | 右翼（RF） | 右翼（RF） | 右翼（RF） | 右翼（RF） | 右翼（RF） |
| 年 度 | 球 団     | 試 合 | 刺 殺 | 補 殺 | 失 策 | 併 殺 | 守 備 率 | 試 合      | 刺 殺      | 補 殺      | 失 策      | 併 殺      | 守 備 率   | 試 合      | 刺 殺      | 補 殺      | 失 策      | 併 殺      | 守 備 率   |
| ----- | --------- | ----- | ----- | ----- | ----- | ----- | -------- | ---------- | ---------- | ---------- | ---------- | ---------- | ---------- | ---------- | ---------- | ---------- | ---------- | ---------- | ---------- |
| 2012  | 横浜 DeNA | 12    | 15    | 0     | 1     | 0     | .938     | -          | -          | -          | -          | -          | -          | -          | -          | -          | -          | -          | -          |
| 2013  | 横浜 DeNA | 7     | 7     | 0     | 0     | 0     | 1.000    | -          | -          | -          | -          | -          | -          | -          | -          | -          | -          | -          | -          |
| 2014  | 横浜 DeNA | 101   | 162   | 3     | 6     | 0     | .965     | -          | -          | -          | -          | -          | -          | -          | -          | -          | -          | -          | -          |
| 2015  | 横浜 DeNA | 128   | 185   | 10    | 0     | 2     | 1.000    | -          | -          | -          | -          | -          | -          | -          | -          | -          | -          | -          | -          |
| 2016  | 横浜 DeNA | 128   | 198   | 3     | 2     | 0     | .990     | -          | -          | -          | -          | -          | -          | -          | -          | -          | -          | -          | -          |
| 2017  | 横浜 DeNA | 136   | 199   | 6     | 1     | 2     | .995     | -          | -          | -          | -          | -          | -          | -          | -          | -          | -          | -          | -          |
| 2018  | 横浜 DeNA | 132   | 187   | 5     | 3     | 0     | .985     | -          | -          | -          | -          | -          | -          | -          | -          | -          | -          | -          | -          |
| 2019  | 横浜 DeNA | 101   | 145   | 4     | 1     | 0     | .993     | -          | -          | -          | -          | -          | -          | -          | -          | -          | -          | -          | -          |
| 2020  | TB        | -     | -     | -     | -     | -     | -        | 16         | 15         | 0          | 0          | 0          | 1.000      | -          | -          | -          | -          | -          | -          |
| 2021  | LAD       | -     | -     | -     | -     | -     | -        | 8          | 15         | 0          | 0          | 0          | 1.000      | -          | -          | -          | -          | -          | -          |
| 2021  | PIT       | -     | -     | -     | -     | -     | -        | 2          | 5          | 0          | 0          | 0          | 1.000      | 20         | 26         | 1          | 1          | 0          | .964       |
| '21計 | PIT       | -     | -     | -     | -     | -     | -        | 10         | 20         | 0          | 0          | 0          | 1.000      | 20         | 26         | 1          | 1          | 0          | .964       |
| 2024  | DeNA      | 35    | 52    | 0     | 0     | 0     | 1.000    | -          | -          | -          | -          | -          | -          | -          | -          | -          | -          | -          | -          |
| NPB   | NPB       | 779   | 1150  | 31    | 14    | 4     | .988     | -          | -          | -          | -          | -          | -          | -          | -          | -          | -          | -          | -          |
| MLB   | MLB       | -     | -     | -     | -     | -     | -        | 26         | 35         | 0          | 0          | 0          | 1.000      | 20         | 26         | 1          | 1          | 0          | .964       |

- 2024年度シーズン終了時
- 各年度の太字はリーグ最高

### タイトル
NPB
- 本塁打王：1回（2016年）
- 打点王：1回（2016年）

### 表彰
NPB
- ベストナイン：3回（外野手部門：2015年 - 2017年）
- 月間MVP：3回（打者部門：2015年5月[148]、2016年7月[149]、2017年8月[150]）
- 日本シリーズ優秀選手賞：1回（2024年）
- スカパー! サヨナラ賞：1回（2016年7月[151]）
- オールスターゲームMVP：1回（2016年第1戦）
- オールスターゲーム敢闘選手賞：4回（2016年第2戦、2017年第1戦、2018年第1戦、2019年第2戦）
- オールスターゲームBe a driver.賞：1回（2016年）
- ホームランダービー優勝：2回（2015年第1戦、2018年）

日本代表
- WBC1次ラウンドMVP（2017年）

その他
- HEROs AWARD（2024年[152]）

### 記録

#### NPB
初記録
- 初出場・初先発出場：2010年10月5日、対読売ジャイアンツ24回戦（横浜スタジアム）、「5番・一塁手」で先発出場
- 初打席：同上、2回裏に朝井秀樹から中飛
- 初安打・初本塁打・初打点：2010年10月7日、対阪神タイガース24回戦（横浜スタジアム）、7回裏に久保田智之から右中間越ソロ
- 初盗塁：2011年10月13日、対阪神タイガース21回戦（横浜スタジアム）、1回裏に二盗（投手：小嶋達也、捕手：小宮山慎二） ※二塁走者・荒波翔と重盗

節目の記録
- 100本塁打：2016年8月5日、対中日ドラゴンズ18回戦（横浜スタジアム）、9回裏に田島慎二から左越ソロ ※史上278人目、DeNA球団史上最年少となる24歳8か月での記録達成
- 200本塁打：2019年8月17日、対広島東洋カープ20回戦（横浜スタジアム）、2回裏にエマイリン・モンティージャから右越ソロ ※史上105人目、DeNA球団史上最年少となる27歳8か月での記録達成
- 1000安打：2024年6月9日、対福岡ソフトバンクホークス3回戦（横浜スタジアム）、7回裏に藤井皓哉から右越3ラン ※史上318人目[92]
- 1000試合出場：2024年6月21日、対阪神タイガース9回戦（阪神甲子園球場）、「6番・左翼手」で先発出場 ※史上531人目

その他の記録
- 3試合連続マルチ本塁打：2016年7月19日 - 22日 ※史上初
- 月間マルチ本塁打：6度（2016年7月） ※史上初
- オールスターゲーム出場：5回（2015年、2016年、2017年、2018年、2019年） ※2024年も選出されるも出場辞退

#### MLB
初記録
- 初出場・初先発出場：2020年7月24日、対トロント・ブルージェイズ1回戦（トロピカーナ・フィールド）、「3番・三塁手」で先発出場
- 初打席：同上、1回裏に柳賢振から二塁ゴロ
- 初安打・初本塁打・初打点：同上、5回裏に柳賢振から左中間越2ラン

#### NPB/MLB通算
節目の記録
- 1000安打：2020年9月13日、対ボストン・レッドソックス10回戦（トロピカーナ・フィールド）、6回裏にフィリップス・バルデスから、左越二塁打（NPB：977、MLB：23）[153]

### 背番号
- 55（2010年）
- 8（2011年）
- 25（2012年 - 2021年5月14日、2022年、2024年4月19日 - ）
- 28（2021年5月18日 - 同年6月6日）
- 32（2021年8月16日 - 同年終了）

### 登場曲
- 「In Da Club」50cent（2009年 - ）
- 「Who's Real」Jada Kiss（2012年7月 - ）
- 「Brave」ナオト・インティライミ（2014年 - ）
- 「Limbo」ダディー・ヤンキー（2016年）
- 「Flying B」AK-69（2016年 - 2017年）
- 「READY25」BENI（2018年 - ）
- 「START IT AGAIN」AK-69（2024年 - ）

### 代表歴
- 2009年AAAアジア野球選手権大会日本代表
- 2015 WBSCプレミア12 日本代表
- 2017 ワールド・ベースボール・クラシック日本代表

## TSUTSUGO SPORTS ACADEMY
和歌山県橋本市隅田町にある野球施設であり、橋本市出身の筒香が自費で総工費2億円を出資して建設された。筒香が設立した小学生の硬式野球チームがメイングラウンドに使用している。
少年野球の環境改善が評価され、HEROs AWARD 2024を受賞している。
- 2021年1月17日：筒香の自費負担により故郷である和歌山県橋本市に大型野球施設「TSUTSUGO SPORTS ACADEMY（筒香スポーツアカデミー）」を建設中であることが報じられた[154]。
- 2023年12月2日：完成[155]。

施設概要
本球場（両翼100m、内外野天然芝。芝はエンゼル・スタジアム・オブ・アナハイムおよびドジャー・スタジアムと同様の品種を使用。）
サブグラウンド（両翼45m、内野のみ）
室内練習場